# Martin Hoeijmakers

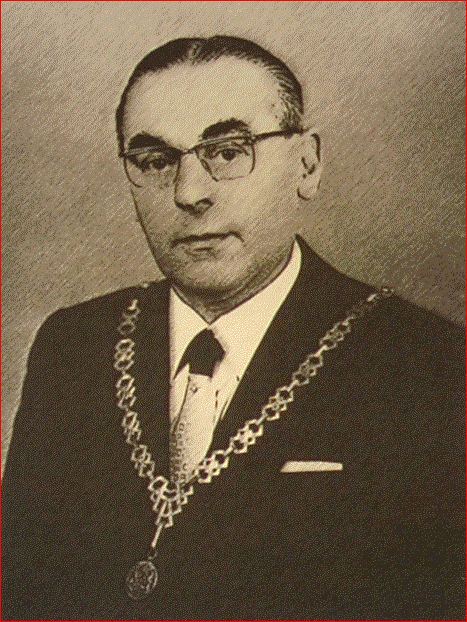
Martin Hoeijmakers in zijn tijd als burgemeester van Helden

M.P. (Martin) Hoeijmakers (23 september 1912 – 19 september 1982) was een Nederlands politicus van de KVP.
Hij was gemeente-ontvanger van Beesel voor hij in september 1953 benoemd werd tot burgemeester van Stramproy. Begin 1964 volgde zijn benoeming tot burgemeester van  Helden. In oktober 1977 ging hij daar met pensioen. In 1982 kreeg hij een hartaanval waarop hij in het ziekenhuis op 69-jarige leeftijd overleed.